# Hydroperla fugitans
Hydroperla fugitans is een steenvlieg uit de familie Perlodidae. De wetenschappelijke naam van de soort is voor het eerst geldig gepubliceerd in 1925 door Needham & Claassen.
De soort komt voor in de Verenigde Staten.